# 青峰山
青峰山（あおのみねさん）は三重県鳥羽市と志摩市の市境に位置する山。標高336m。

## 概要
標高は低いものの伊勢湾、遠州灘、熊野灘から見通せるため、古くから沖合いを行く廻船の船乗りたちから目印とされてきた。このため、山頂付近にある正福寺は海の安全を守る仏様（鯨の背に乗った黄金の観音様）を安置し、古くから船の安全祈願を行う寺とされてきた。山にはシイやカシが繁っており良好な景観を形成していることから、近畿自然歩道が設定されている。また、森林自体もグローバル・ポジショニング・システムの発達により存在価値は低下したものの、航行目標保安林として保護されている。山頂付近には展望台のほか、デジタルテレビ放送の中継施設（磯部中継局）が存在している。
山麓の港町・的矢出身の嶋田青峰の俳号はこの山に由来する。2016年（平成28年）5月25日、第42回先進国首脳会議（伊勢志摩サミット）を前に来日中だったカナダの首相・ジャスティン・トルドーが妻のソフィー・グレゴワール・トルドーとともに青峰山を登り、正福寺境内を散策するなどして結婚記念日に合わせた休暇を楽しんだ。

## 地形・地質
青峰山は鳥羽市を島嶼列地区・朝熊ヶ岳地区・東部台地区・加茂川沖積地区・海食台地区の5つに分類した時、100〜115m級の丘陵地帯である「東部台地区」に分類され、その中では最も高い。鳥羽市内を流れる二級河川加茂川の源流地になっている。
地質学的には的矢層群に分類される。的矢層群は四万十帯の一種であり、中生代の地層である。

## 青峰道
青峰山の登山道は「青峰道」と総称される。鳥羽市側からの登山道は、松尾道と堅子道の2ルート、志摩市側からの登山道は、的矢道・磯部道・五知道の3ルートある。近鉄が作成し、駅などで配布している「てくてくまっぷ 青峰山正福寺コース」では近鉄志摩線松尾駅を起点とし、松尾道（旧道）を経て青峰山正福寺に至り、磯部道を通って同線沓掛駅を終点とするコースが紹介されている。自動車利用の場合は、お船祭りの際に通行規制がかかり、鳥羽市側の松尾道（新道）を利用して登り、志摩市側の的矢道を利用して下る一方通行が実施される。
松尾道
鳥羽市側からの登山道。1962年（昭和37年）に開通した自動車で登ることのできる新道と、以前からの徒歩で登る旧道の2つがある。鳥羽市松尾町の松尾交差点（国道167号交点）を起点とし、松尾集落を抜けて山頂に向かう。26丁ある。
堅子道
鳥羽市側を起点とする登山道。鳥羽市堅子町を起点とし、志摩市磯部町山田の奥部地区で的矢道と合流する。
磯部道
志摩方面からの主要な登山道である。志摩市磯部町上之郷の伊雑宮を起点に磯部町山田、磯部町沓掛を経て山頂に至る。登山口から山頂まで17丁ある。自動車利用不可。
的矢道
志摩市側からの登山道。志摩市磯部町的矢の的矢村神社の北側を起点とし、幣振坂、磯部町山田の奥部を経由して山頂に至る。奥部から山頂までの区間は舗装され、自動車利用が可能である。一部に残されている徒歩専用の旧道は通行困難な区間が存在する。66丁ある。
五知道
志摩市側からの登山道。志摩市磯部町五知の下五知集落入り口（五知駅前）を起点とし、東方向に進み山頂に至る。主に磯部町五知の住民に利用され、その他の地域の住民が利用することは少ない。自動車利用不可。丁石はない。